# مرصد فورد
مرصد كلينتون ب. فورد (Wrightwood) (رمز المرصد 674) هو مرصد فلكي مرتبط تاريخيًا بالرابطة الأمريكية لمراقبي النجوم المتغيرة (AAVSO). يقع المرصد بالقرب من حدود غابة أنجيليس الوطنية وغابة سان برناردينو الوطنية بالقرب من رايتوود، كاليفورنيا (الولايات المتحدة). أُنشأ المرصد من قبل عالم الفلك الراحل كلينتون ب. فورد.
في عام 2012، تُبرع بمرصد كلينتون بي فورد لجمعية لوس أنجلوس الفلكية (LAAS).

## المقراب
يحتوي المرصد على مقراب نيوتن مقاس 18 بوصة ،f / 7.

## المرصد القريب
مرصد جبل الطاولة، رايتوود، كاليفورنيا.